# Rote Funken

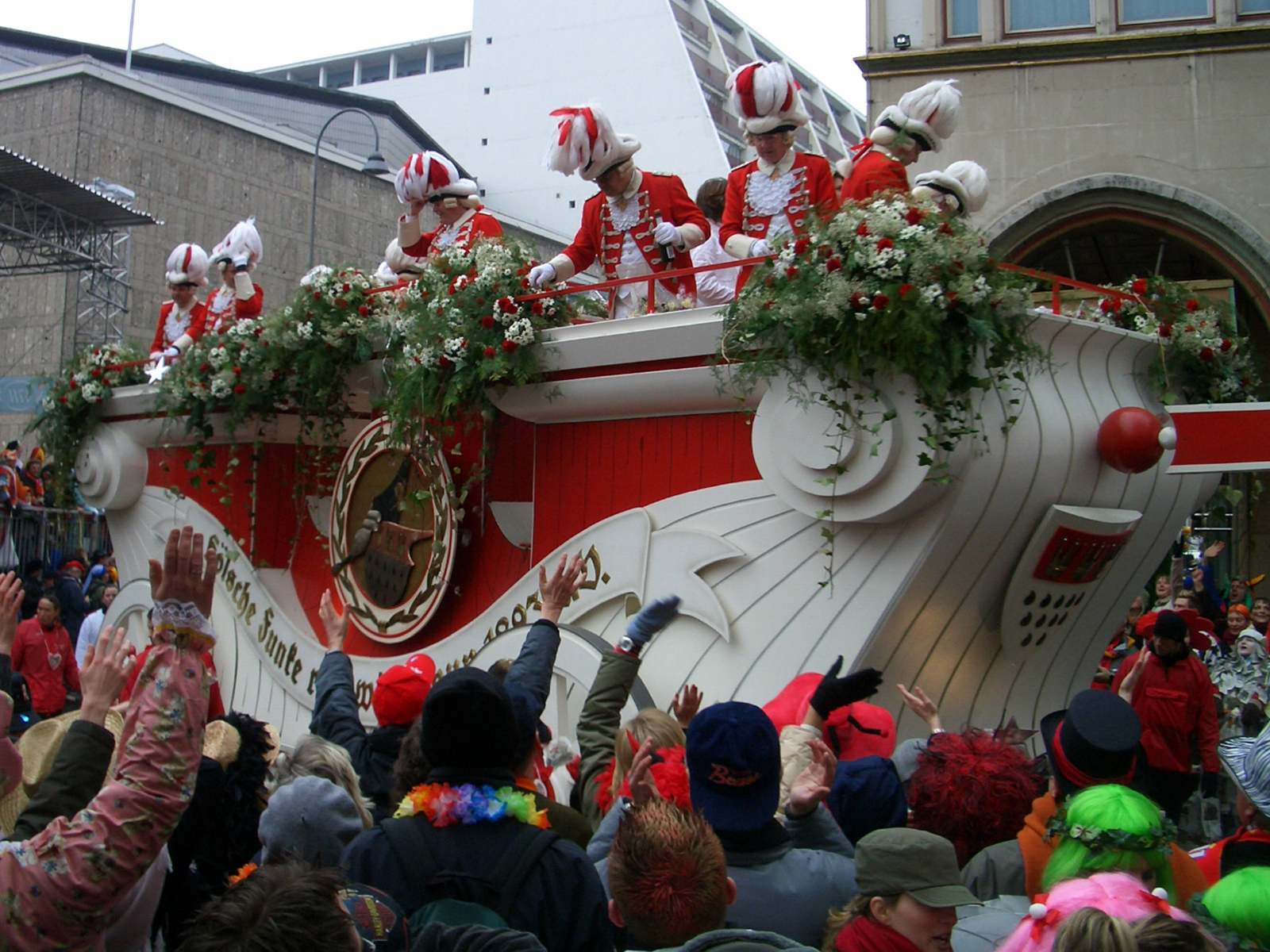
Wagen der roten Funken mit einigen Offizieren (2006)

Die Kölsche Funke rut-wieß vun 1823 e. V. – kurz die Roten Funken – sind das älteste Traditionscorps im Kölner Karneval.

## Gründung
Die Roten Funken wurden im selben Jahr gegründet wie das Festkomitee Kölner Karneval, das den Kölner Rosenmontagszug organisiert, und Die Grosse von 1823 Karnevalsgesellschaft e. V. Köln. Die Funken wollten als Garde für den damals noch Held Karneval genannten Karnevalsprinzen im Zug mitmarschieren. Zusammen mit den Helligen Knäächten un Mägden nahmen sie am 10. Februar 1823 am ersten Kölner Rosenmontagszug teil.

## Historische Herleitung

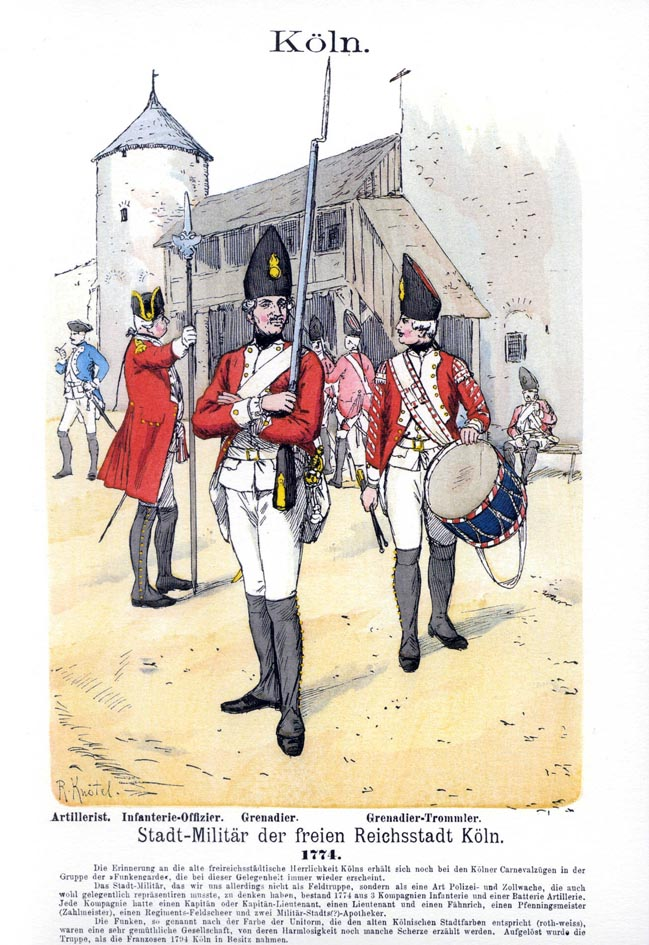
Richard Knötel: Stadt-Militär der freien Reichsstadt Köln 1774 – Druck 1896

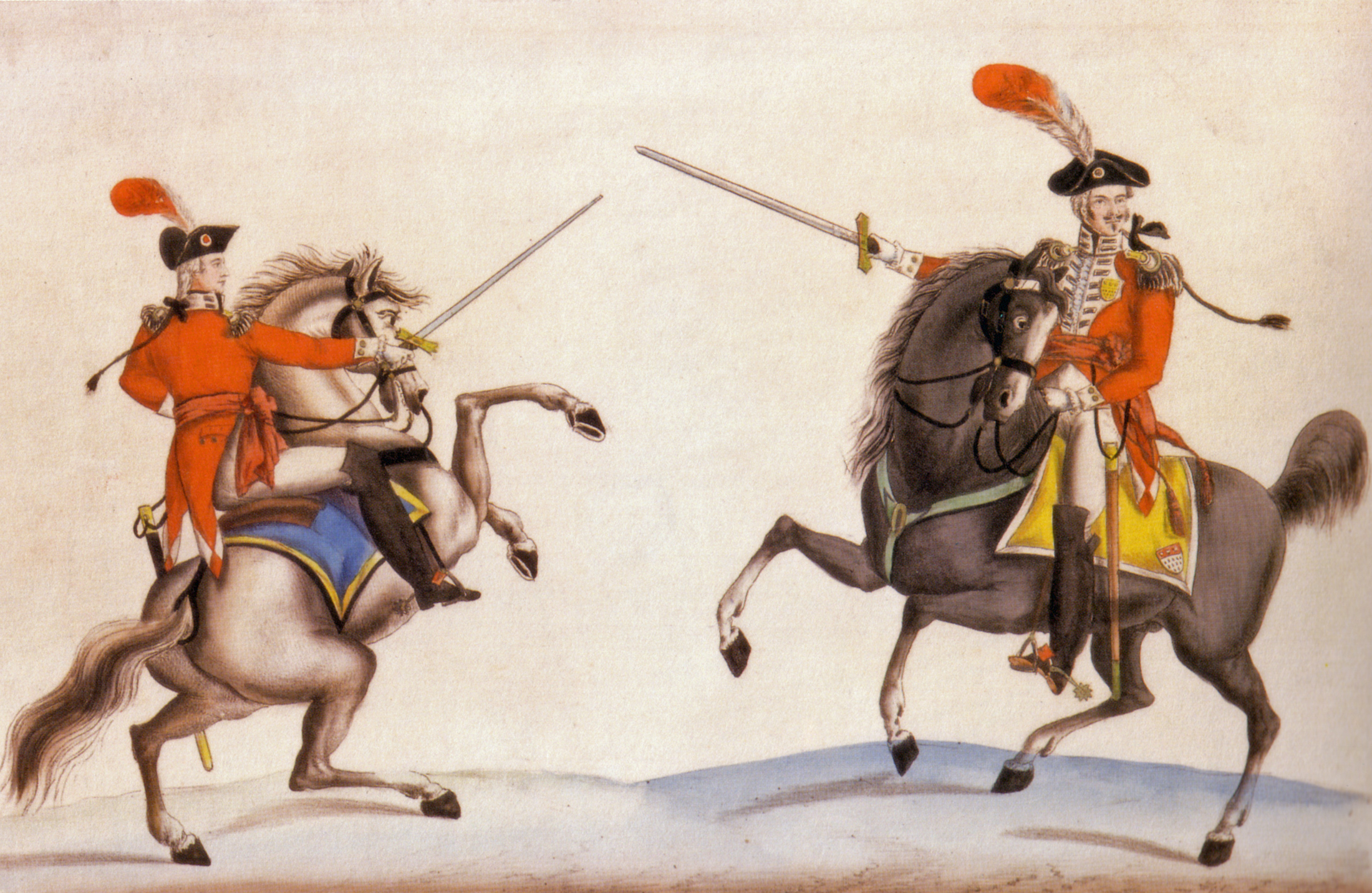
„General der Cölner Funken und sein Adjutant“, 1824

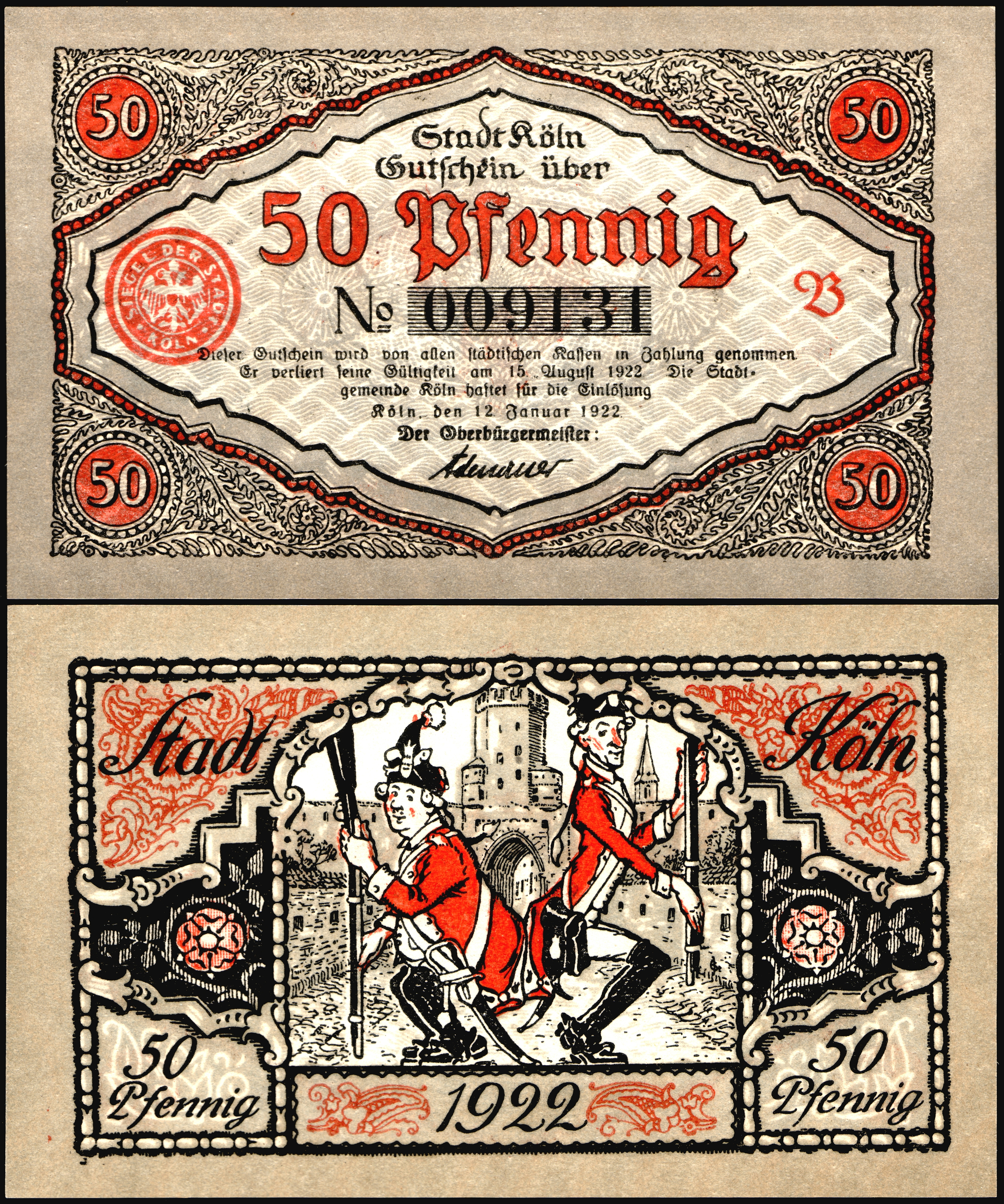
Notgeldschein der Stadt Köln von 1922, der zwei Mitglieder der Roten Funken beim Stippeföttche darstellt. (Unterschrieben von Oberbürgermeister Konrad Adenauer)

In Namen und Ausstattung knüpften sie an eine Truppe an, die bis knapp 30 Jahre zuvor in roten Uniformjacken und weißen Hosen in Köln als Stadtsoldaten dienten, bis sie von den am 6. Oktober 1794 einmarschierenden Franzosen aufgelöst wurden oder besser sich verliefen. Sie waren nicht besonders angesehen, auch nur schlecht besoldet, so dass die Soldaten für ihren Lebensunterhalt noch Strümpfe stricken oder auf anderer Leute Kinder aufpassen mussten. Ihre Verpflegung bestand aus den billigen Zwiebeln und Knoblauch (Kölsch ‚Öllig‘; Allium) und Bückling (Kölsch ‚Böckem‘). Dazu rauchten sie billigen Tabak aus einer kurzen Pfeife aus Ton, der ähde (irdene) Nötz. Diese Dinge spielen in der Tradition der Funken auch heute noch eine Rolle. Die wehrhafte Stadt glaubte sich durch ihre Mauern bestens geschützt und meinte die Truppe deshalb vernachlässigen zu können.

## Militärische Persiflage
Die Karnevalssoldaten machten aus dieser Not eine Tugend und persiflierten und karikierten die in der preußischen Zeit tonangebenden Soldaten durch ihr betont unmilitärisches Gehabe in Kommandosprache und Exerzierformen. Paraden werden als Tanz dargestellt, wobei die Soldaten ihr Hinterteil aneinander stippen im Stippeföttchedanz. Solisten sind der Tanzoffizier (Funken-Dokter) und sein Funkenmariechen. Die Truppe gliedert sich in 4 Knubbel, die die Namen tragen: Streckstrump (Strickstrumpf), Öllig (Zwiebel), Dopp (der Kreisel, der mit einer Peitsche geschlagen wurde, beim Kinderhüten) und Stoppe (Sektkorken).  Das heute gebräuchliche Kommando Das Gewehr über! heißt auf Kölsch: De Knabbüß … gereuz!.

## Geschichte
Der Reichstagsbeschluss von 1654 gab die Bildung einer Wehrmacht vor. Durch Reichstagsbeschluss vom 30. August 1681 wurde festgesetzt, wie viel jeder Reichskreis zur Reichsarmee beizutragen hatte. Der niederrheinisch-westfälische Kreis, zu dem auch die „freie Reichsstadt Cölln“ gehörte, musste nach der Reichsmatrikel von 1681 als einfaches Kontingent („Simplum“) 1321 Mann zu Pferd und 2708 Mann zu Fuß stellen. Der Anteil der „freien Reichsstadt Cölln“ betrug 383 Mann zu Fuß. 1784 wurde Caspar Josef Carl von Mylius (* 11. November 1749 in Köln) zum Stadtkommandanten der Truppe ernannt. Auf ihn geht das älteste bekannte Zeugnis für den Text des Karnevalsliedes vom Treuen Husaren zurück, das er aus Österreich mit nach Köln gebracht haben soll. Die handgeschriebene Textfassung aus dem Jahr 1781 wurde 1929 in seinem Nachlass gefunden.
Ende 1822 hatte der 26-jährige Jurist und spätere Kölner Regierungspräsident Johann Heinrich Franz Anton von Wittgenstein die Idee zur Aufstellung einer Gruppe von Roten Funken. Sie bildeten die 5. Gruppe im ersten Kölner Rosenmontagszug am 10. Februar 1823. Wie in Köln nicht ungewöhnlich, perfektioniert sich solch eine Einrichtung im Zeitablauf. Im Jahre 1870 wurde eine Funkenartillerie aufgestellt, die sich nach ihren blauen Uniformen später Kölner Funkenartillerie blau weiß oder Blaue Funken nannte und verselbständigte. Im Dezember 1882 wurden nach dem aufgefundenen Protokollbuch des Vorstandes „ältere Mitglieder“ und „bewährte Funkenfreunde“ zu Senatoren ernannt. Über die Unterstützung bei Veranstaltungen, offiziellen Anlässen und außenwirksamen Funktionen hinaus gaben die Senatoren in der Folgezeit wichtige Impulse in vielen Angelegenheiten des Corps und förderten dessen Entwicklung in mannigfacher Weise.
Das traditionsreichste Corps des Kölner Karnevals begann in jener Zeit mit der straffen, preußisch-militärischen Organisation, die über die Jahre perfektioniert wurde. Aufgeteilt in vier Gruppen („Knubbel“: „Streckstrump“, „Öllich“, „Dopp“ und „Stoppe“) werden sie geführt von vier Knubbelführern („Knubbelföhrer“), unter denen jeweils strenge hierarchische Gliederungen bestehen (z. B. „Oberfunk“, „Funke-Weibel“ oder „Scharschant“). Ein Legitimationspapier aus dem Jahre 1909 zeigt, dass es schon damals bei den Funken diese vier Knubbel gab. Seit 1930 ist der Senatspräsident festes Mitglied im Vorstand der Roten Funken.
Nach dem Zweiten Weltkrieg fand zwar 1948 noch kein Rosenmontagszug statt, doch marschierten die Funken – umjubelt von etwa 2500 Leuten – durch die Straßen und feierten so ihr 125-jähriges Bestehen. Am 11. November 1955 zogen sie mit einem Fackelzug als erste Karnevalsgesellschaft in den von Kriegsschäden befreiten Gürzenich ein. Im selben Jahr begannen sie mit der Entschuttung ihres späteren Funkenquartiers, der Ulrepforte (Kölsch ‚Ülepooz‘). Die Stadt Köln überließ der Gesellschaft die mittelalterliche Torburg durch Erbbaurecht. Selbst der damalige Bürgermeister Theo Burauen, der als Oberbürgermeister später den Rote-Funken-Namen General „Flintenbein“ erhielt, packte mit an. Der Umzug fand am 30. September 1956 statt. Am 30. September 1961 nahmen sie erstmals an der New Yorker Steubenparade teil. Mit ausdrücklicher Genehmigung der Kölschen Funken darf sich seitdem eine Vereinigung von Deutsch-Amerikanern mit dem offiziellen Titel „Kölsche Funken rut-wieß vun 1823 seit 1961 in New York“ schmücken. Die amerikanische Begeisterung für das Kölner Korps geht so weit, dass zumindest in den Anfangsjahren Uniformen nach Maß in Köln geschneidert und dann nach New York versandt wurden.
Heute gliedern sich die Roten Funken in aktive und inaktive Funken sowie die Gruppe der Funkenförderer. Laut Satzung ist der jeweilige Oberbürgermeister der Stadt automatisch Mitglied des aktiven Corps. Infolgedessen wurde im Januar 2016 Henriette Reker offiziell aufgenommen. Sie ist das erste weibliche Mitglied seit Bestehen der Funken und erhielt, in Anlehnung an die römische Kolonie, aus der sich die Stadt Köln entwickelt hat, den Spitznamen „Agrippina Courage“.

## Der Funkeneid
Die Soldaten werden während des Korpsappells vereidigt. Der Funkeneid ist auf einer 1977 gestifteten Tafel am Rote-Funken-Plätzchen im Martinsviertel in der Nähe des Fischmarkts in der Kölner Altstadt zusammen mit einem Relief von Funkenmariechen und zwei bechernden Funken abgebildet. In die Funken tritt man nicht einfach ein, man braucht nach einer zweijährigen Hospitantenzeit zwei Bürgen (Paten) aus dem Kreis der aktiven/inaktiven Funken, die vor dem Ballotage-Ausschuss die Aufnahme begründen und befürworten. Jeder aktive Funk bekommt bei seiner Vereidigung vom Präsidenten einen Spitznamen, der eine Eigenschaft des Aufgenommenen widerspiegelt. Diesen behält er, bis er „vum Stängel fällt“.
| Kölsch Bei Öllig, Böckem, ähde Nötz un bei der rut-wieß Funkemötz, beim hölze Zabel un Gewehr well treu ich sin dem Fasteleer, well su vill suffe als der Mage ohn Biesterei kann jot verdrage. De Mädcher well ich mich verschrieve, de Bützerei nit övverdrieve, och Knutsche well ich mit Maneere, nor Kölsche Mädcher karresseere. Ne Funk well ich sin von unge bis bovve. Dat dun ich op de Fahn gelovve! | Hochdeutsch Bei Zwiebel, Bückling, Tonpfeife und bei der rot-weißen Funkenmütze, beim hölzernen Säbel und Gewehr will treu ich sein der Fastnacht, will so viel saufen wie der Magen ohne Schweinerei gut vertragen kann. Den Mädchen will ich mich verschreiben, die Küsserei nicht übertreiben, auch Knutschen will ich mit Manieren, nur Kölner Mädchen karessieren/lieben. Ein Funke will ich sein von unten bis oben. Das gelobe ich auf die Fahne! |

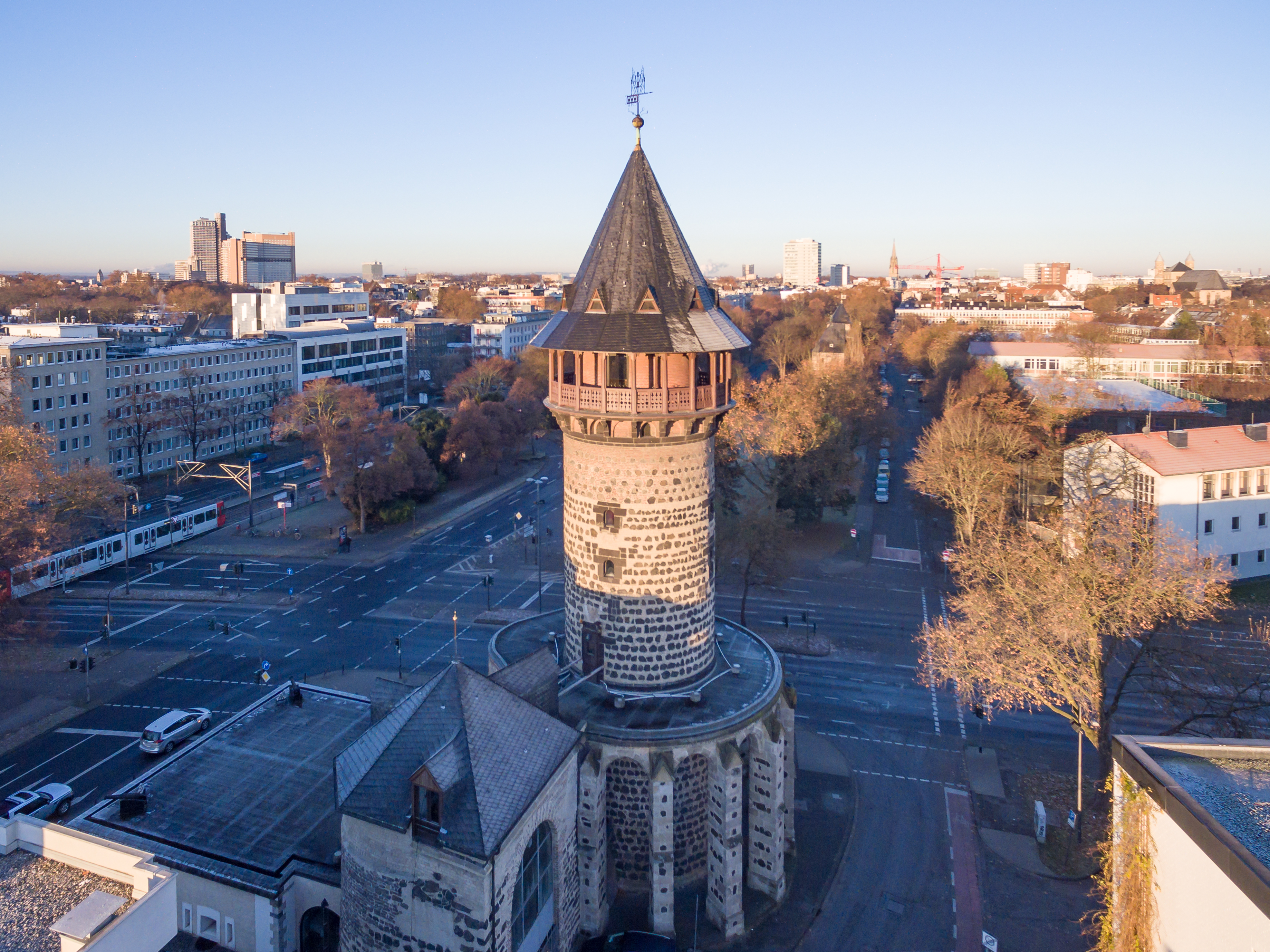
Die Ulrepforte, heutiges Quartier der „Roten Funken“ in Köln
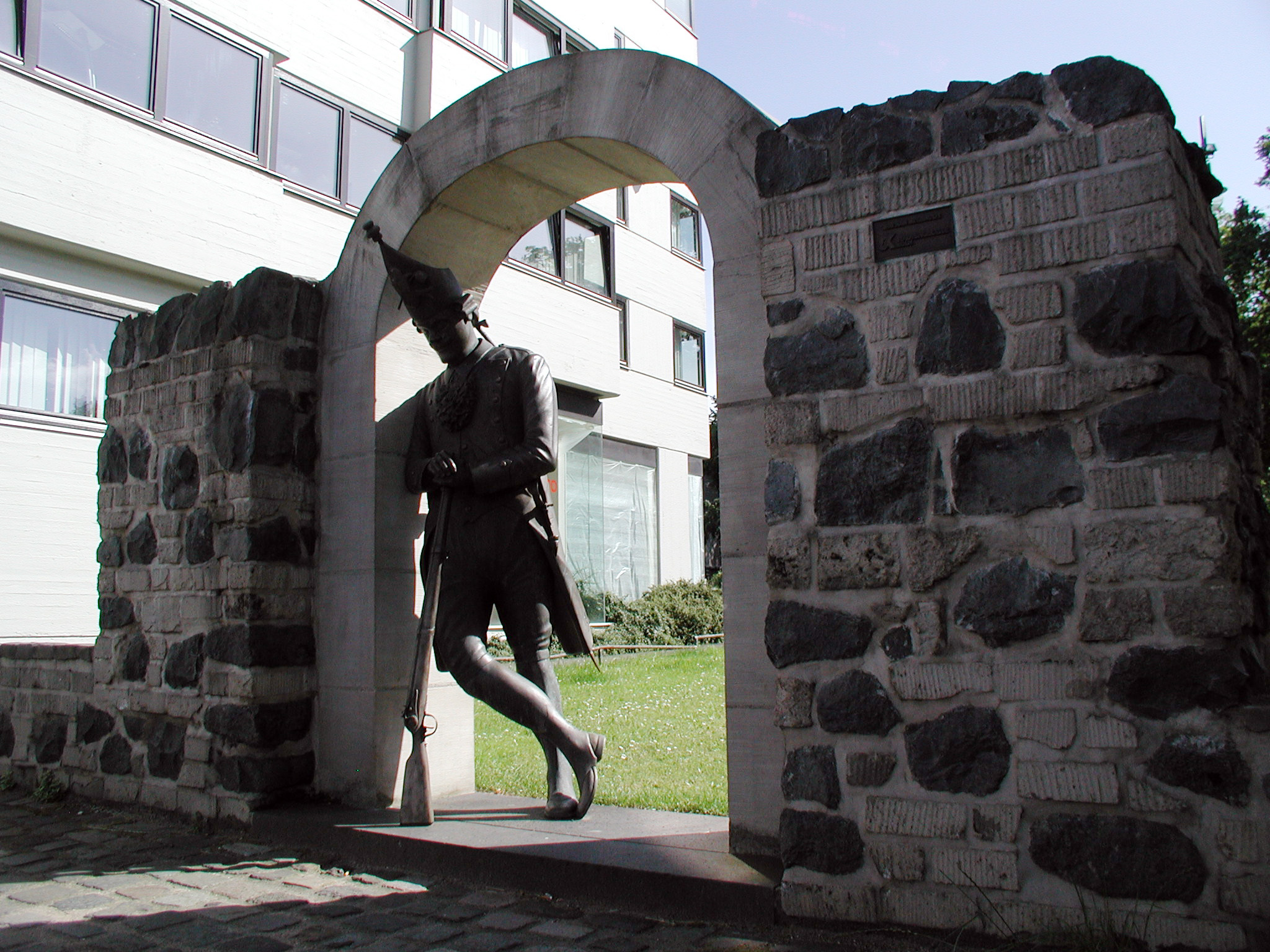
„Funkenwache“ an der Ulrepforte
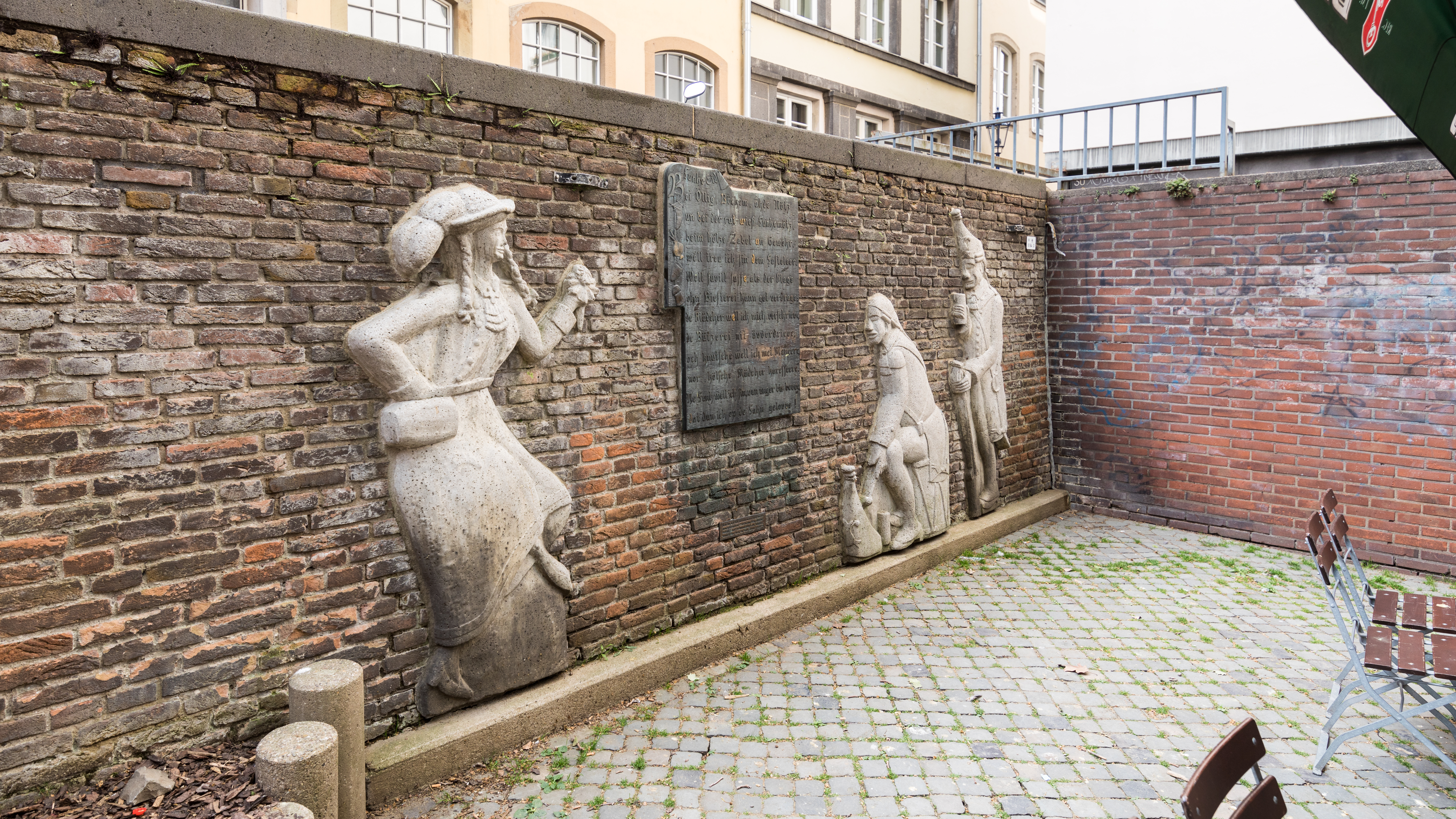
Rote-Funken-Plätzchen in der Kölner Altstadt
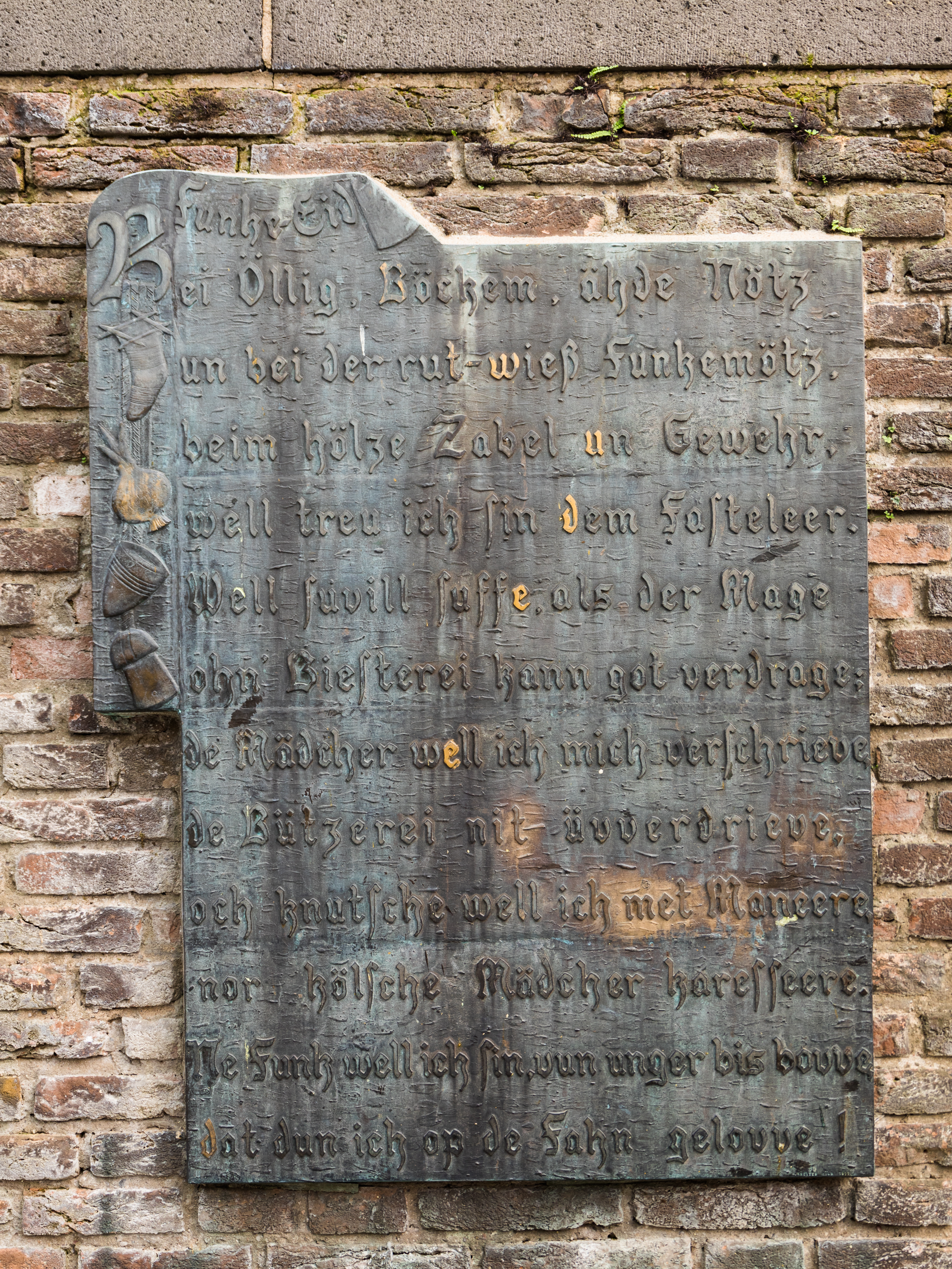
Rote-Funken-Eid